# Academia Australiana de Ciencias
La Academia Australiana de Ciencias (en inglés: Australian Academy of Science) fue fundada en 1954 por un grupo de distinguidos australianos, incluidos los miembros australianos de la Royal Society of London. El primer presidente fue Sir Mark Oliphant. La Academia sigue el modelo de la Royal Society y opera bajo una Carta Real; como tal, es un organismo independiente, pero cuenta con el respaldo del gobierno. La Secretaría de la Academia está en Canberra, en Shine Dome.

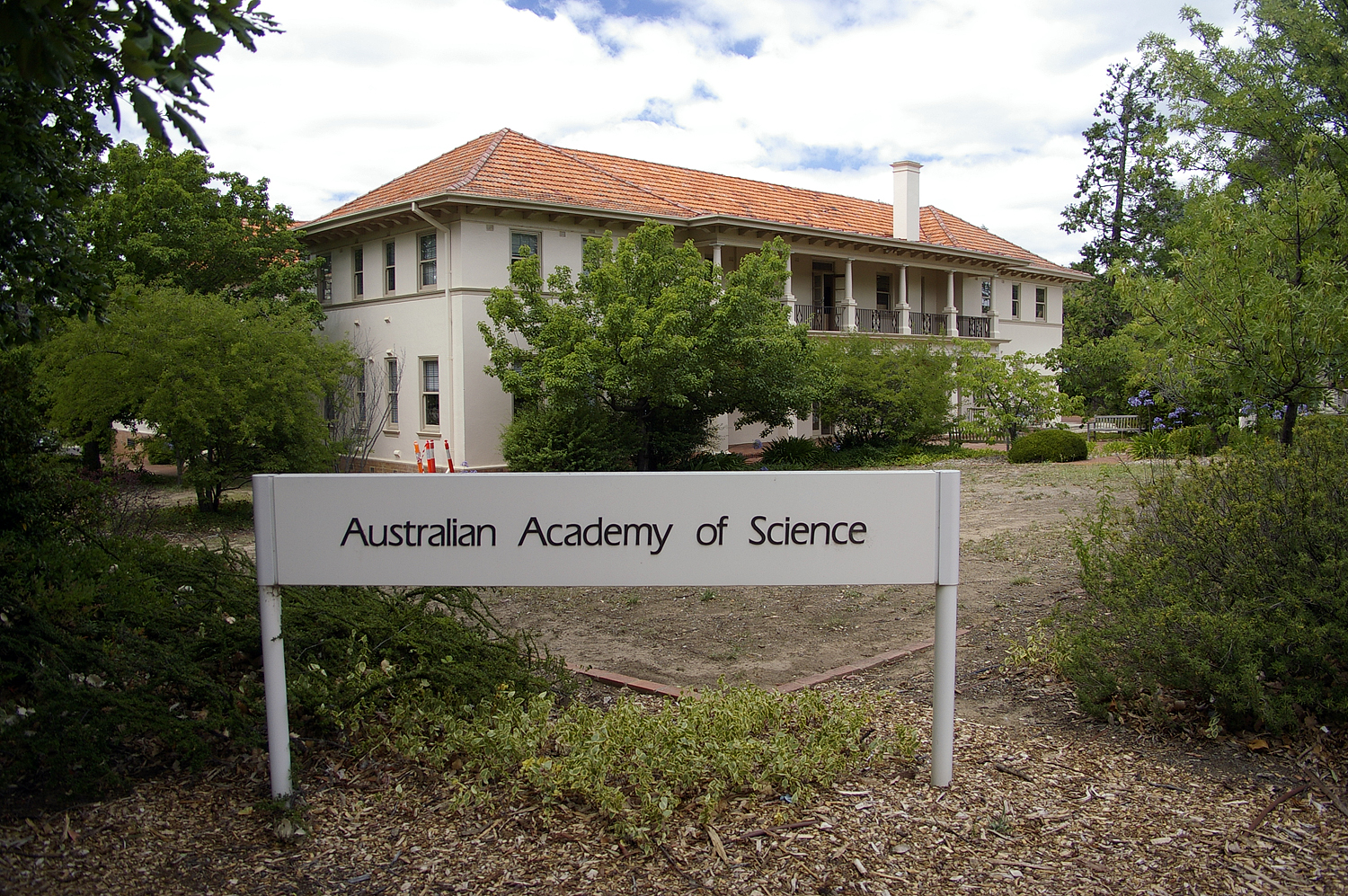
Australian Academy of Science - Ian Potter House

## Historia
La originaria Australian National Research Council (ANRC) fue creada en 1919 por representantes en Australia del International Research Council. El Consejo Internacional dejó de existir en 1954, reemplazado por la Australian Academy of Science.
Los objetivos de la Academia son promover la ciencia y la educación científica a través de una variedad de actividades. Ha definido cuatro áreas principales del programa:
- reconocimiento de contribuciones destacadas a la ciencia
- educación y conciencia pública
- política científica
- relaciones Internacionales

La Academia también dirige los 22 Comités Nacionales para la Ciencia que proporcionan un foro para discutir temas relevantes para todas las disciplinas científicas en Australia.